# Благовещенский, Александр Александрович
Алекса́ндр Алекса́ндрович Благове́щенский (род. 29 июля 1854 — 19 марта 1918) — русский военачальник, генерал от инфантерии.

## Хронология
- Окончил 2-й Московский кадетский корпус.
- 5 августа 1870 — Поступил на военную службу.
- 1872 — Окончил 3-е военное Александровское училище, выпущен прапорщиком в 35-ю артиллерийскую бригаду.
- 23 декабря 1873 — Подпоручик.
- 26 ноября 1874 — Поручик.
- 26 декабря 1877 — Штабс-капитан.
- 1878 — Окончил Николаевскую Академию Генерального Штаба (по 2-му разряду).
- 1877—1878 — Участник русско-турецкой войны.
- 8 октября 1878 — Старший адъютант штаба 10-го армейского корпуса.
- 20 апреля 1880 — Капитан Генштаба.
- 17 апреля 1883 — Заведующий передвижением войск по железным дорогам Харьковского района.
- 21 сентября 1888 — Цензовое командование батальоном в 122-м пехотном Тамбовском полку.
- 20 августа 1890 — Начальник штаба Свеаборгской крепости.
- 26 января 1894 — Командир 4-го Финляндского стрелкового полка.
- 8 апреля 1897 — Командир 64-го Казанского пехотного полка.
- 14 апреля 1899 — Начальник штаба I Кавказского армейского корпуса.
- 16 сентября 1899 — Начальник военных сообщений Киевского военного округа.
- 27 января 1903 — Окружной генерал-квартирмейстер штаба Киевского военного округа.
- 1904—1905 — Участвовал в русско-японской войне.
- 11 февраля 1904 — Дежурный генерал Маньчжурской армии.
- 8 ноября 1904 — Дежурный генерал при Главнокомандующем войсками на Дальнем Востоке.
- 27 февраля 1907 — Начальник 2-й пехотной дивизии.
- 6 декабря 1912 — Генерал от инфантерии.
- 1 сентября 1912 — Командир 6-го армейского корпуса.
- Август 1914 — Участвовал в Восточно-Прусской операции.
- 26 августа 1914 — Приказом командующего Северо-Западным фронтом снят с командования.
- Март 1915 — Уволен в отставку.
- 19 марта 1918 — Умер от воспаления лёгких.
- 23 марта 1918 — Похоронен на Московском городском Братском кладбище[1].

## Награды
- Орден Святого Станислава III степени (1880)
- Орден Святой Анны III степени (1883)
- Орден Святого Станислава II степени (1886)
- Орден Святой Анны II степени (1890)
- Орден Святого Владимира IV степени (1893)
- Орден Святого Владимира III степени (1895)
- Орден Святого Станислава I степени (1901)
- Орден Святой Анны I степени с мечами (1904)
- Орден Святого Владимира II степени с мечами (1905)
- Мечи и бант к ордену Святого Владимира IV степени (1907)
- Орден Белого Орла (06.12.1910).

## Воспоминания
И первого и второго я хорошо знал по Русско-японской войне. Ген. Кондратович командовал 9 Восточно-Сибирской стрелковой дивизией, в которой я тогда — с марта по декабрь 1904 г. служил полковым священником и дивизионным благочинным. Доблестная дивизия дала ген. Кондратовичу георгиевский крест и в известном отношении имя. Но в дивизии ген. Кондратович имел дурную славу: в стратегический талант его не верили, все считали его трусом, «втирателем очков», лучшие командиры полков дивизии, как, например, доблестный и талантливый полковник Лисовский открыто выражал ему своё неуважение и он, очевидно, чувствуя свою вину, терпеливо сносил это. Ген. Благовещенский был тогда дежурным генералом при Главнокомандующем. Упорно говорили тогда, и я имею основание утверждать, что разговоры были справедливы, — что дежурною частью больше ведал и распоряжался друг ген. Благовещенского, полевой священник при Главнокомандующем, прот. Сергий Алексеевич Голубев. Добрый по сердцу, простой, но вялый, отставший от строевого дела, штатский по душе и уже старый, ген. Благовещенский только по ужаснейшему недоразумению мог быть приставлен к командованию корпусом в боевое время. Ему место было в Александровском комитете попечения о раненых, куда назначались потерявшие способность к службе генералы, — а не на войне. К сожалению и несчастью, он был далеко не единственным в этом роде.— [militera.lib.ru/memo/russian/shavelsky_gi/08.html Шавельский Г.И. Воспоминания последнего протопресвитера Русской армии и флота]